# Кирієнко Зінаїда Михайлівна
Зінаїда Михайлівна Кирієнко (рос. Зинаида Михайловна Кириенко; 9 липня 1933, Махачкала, РРФСР, СРСР — 12 лютого 2022, Москва, Росія) — радянська і російська акторка. Заслужена артистка РРФСР (1965). Народна артистка РРФСР (1977). Лауреат Державної премії СРСР (1979).
Фігурант бази даних центру «Миротворець» (участь у пропагандистських заходах РФ, свідоме багаторазове порушення Державного кордону України — поїздки до анексованого РФ Криму).

## Життєпис
Народилася в родині військового Георгія Костянтиновича Широкова. Прізвище та по батькові — від вітчима Михайла Ігнатовича Кирієнка.
Закінчила Всесоюзний державний інститут кінематографії (1958).
У 1958—1959 рр. — актриса Московського драматичного театру імені О. С. Пушкіна.
У 1959—1960 рр. — актриса Московського драматичного театру на Малій Бронній.
З 1961 р. — в Театрі-студії кіноактора, де пропрацювала понад тридцять років.
У 1954 році дебютувала в кінематографі у головній ролі в картині реж. С. Герасимова «Надія».

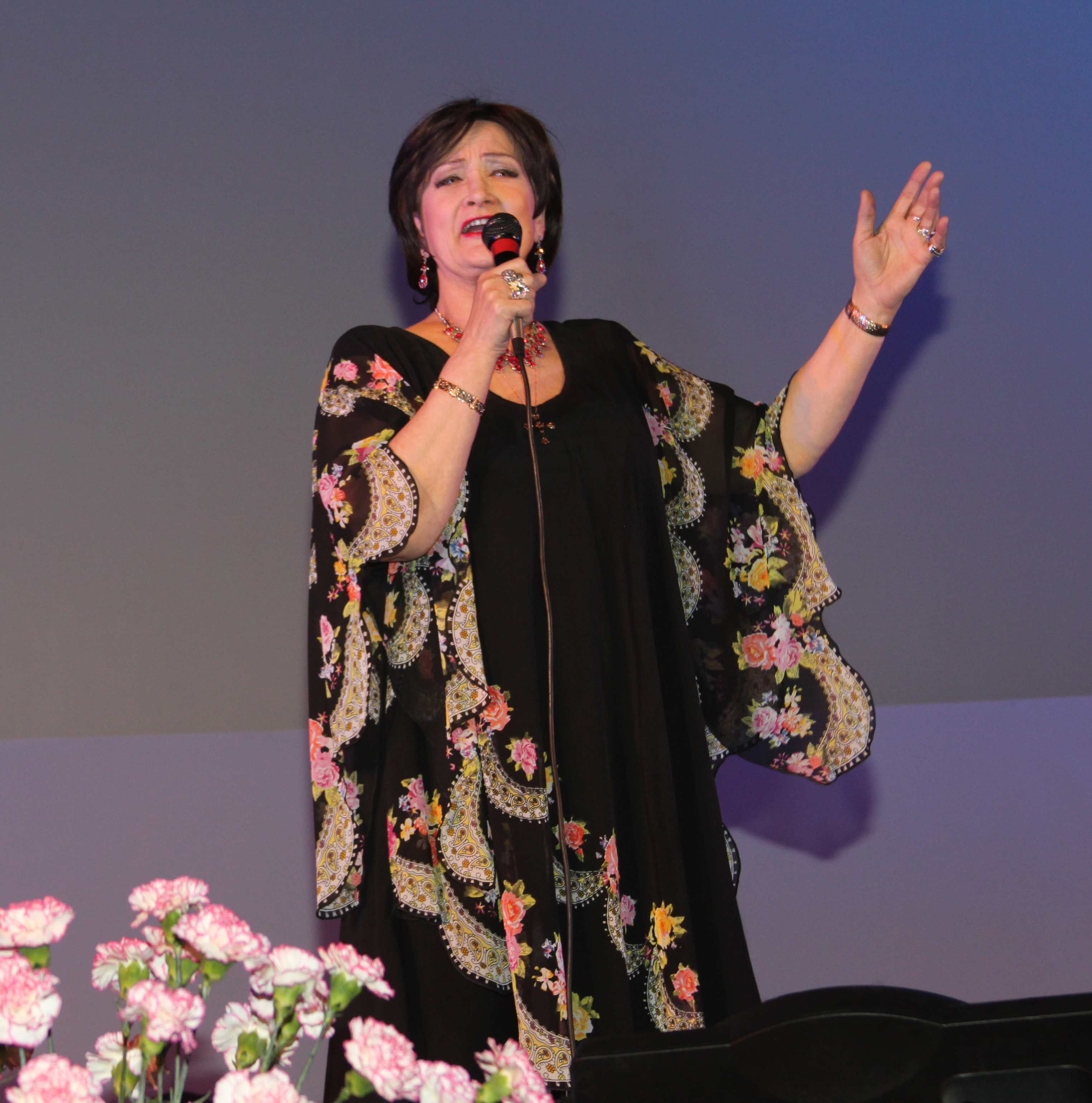
Зінаїда Кирієнко (2017)

Знялась у кінокартинах за сценаріями О. П. Довженка: «Поема про море» (1958, Катерина), «Повість полум'яних літ» (1961, Марія), «Зачарована Десна» (1964, Одарка); в українських стрічках: «Далеко від Батьківщини» (1960, Моніка), «Жива вода» (1971, Данка Крилюк), «Кость Барабаш з 10 „Б“» (1976, т/ф, мати).

### Смерть
10 лютого 2022 року потрапила в одну з лікарень Москви з позитивним діагнозом на коронавірус. Перенесла інсульт, також було виявлено рак підшлункової залози.
Померла в Москві 12 лютого 2022 року, у вікі 88 років. Син акторки заявив, що причиною смерті став інсульт.

## Фільмографія
Грала у фільмах:
- «Надія» (1954, Надія Вахмістрова; реж. С. Герасимов)
- «Роза вітрів» (1957, Надія; НДР, Франція, Італія, Бразилія, Китай, СРСР)
- «Тихий Дон» (1957—1958, Наталія Мелєхова; реж. С. Герасимов)
- «Поема про море» (1958, Катерина, дочка голови колгоспу; реж. Ю. Солнцева)
- «Сорока-злодійка» (1958, Анета)
- «Доля людини» (1959, Ірина, дружина Андрія Соколова; реж. С. Бондарчук)
- «Далеко від Батьківщини» (1960, Моніка Тарваль; реж. О. Швачко, Київська кіностудія)
- «Козаки» (1961, Мар'яна)
- «Повість полум'яних літ» (1961, Марія; реж. Ю. Солнцева)
- «Найповільніший поїзд» (1963, Ніна Іванівна)
- «Знайомтеся, Балуєв» (1963, Капа Підгірна)
- «Зачарована Десна» (1964, Одарка; реж. Ю. Солнцева)
- «Залп „Аврори“» (1965, Ліза)
- «Такий великий хлопчик» (1967, Віра, мати Колі)
- «Крах імперії» (1970, Катя Вауліна, дружина)
- «У лазуровому степу» (1970, дружина Максима)
- «Жива вода» (1971, Данка Крилюк; реж. Г. Кохан, Кіностудія ім. О. Довженка)
- «Любов земна» (1974, Єфросинія, дружина Дерюгіна)
- «Небо зі мною» (1974, Клавдія Клинова)
- «Кость Барабаш з 10 „Б“» (1976, т/ф, мати)
- «Два капітани» (1976, Оксинія Федорівна, мати Сашка)
- «Доля» (1977, Дерюгіна)
- «Ліки проти страху» (1978, Рашида Рамазанова)
- «Вони були акторами» (1981, Олександра Федорівна Перегонець, актриса театру; реж. Г. Натансон)
- «Кохаю. Чекаю. Олена.» (1983, Настасья Меркулівна)
- «Пан Великий Новгород» (1984, Віра)
- «Ранок приреченої копальні» (1985, Дар'я Костянтинівна Шуригіна, господиня копальні)
- «Пташине молоко» (1986, фільм-вистава; Олександра Віталіївна Коргачова, начальник торгу)
- «Любити по-російськи-2» (1996, Зінаїда Георгіївна Широкова, прокурор)
- «Танці під збитковим місяцем» (1999, Марія; Мексика—Росія)
- «Листи до Ельзи» (2002, куховарка Марія; реж. І. Масленников)
- «Колодязь» (2003, к/м, господиня двору)
- «Глибока течія» (2005, Ольга; Білорусь)
- «Щастя за рецептом» (2006, Єлизавета Петрівна) та ін.
- «Одне кохання душі моєї» (2007, т/с; Софія Раєвська (старша); реж. Н. Бондарчук)

## Нагороди і почесні звання
- Заслужена артистка РРФСР (1965)
- Народна артистка РРФСР (1977)
- Лауреат Державної премії СРСР (1979)
- Приз «За видатний внесок у кіномистецтво» кінофестивалю «Бригантина» (Бердянськ, 2002)